# Saint-Bernard (Ain)
Saint-Bernard es una comuna francesa del departamento de Ain, en la región de Auvernia-Ródano-Alpes.

## Demografía
| 253 | 362 | 488 | 705 | 872 | 1 282 | 1 358 | 1 406 |
| Para los censos de 1962 a 1999 la población legal corresponde a la población sin duplicidades (Fuente: INSEE [Consultar]) |     |     |     |     |       |       |       |